# Недім Байрамі
Недім Байрамі (нім. Nedim Bajrami, нар. 28 лютого 1999, Цюрих, Швейцарія) — албанський футболіст, атакувальний півзахисник шотландського клубу «Рейнджерс» та національної збірної Албанії з футболу.

## Клубна кар'єра
Недім Байрамі народився у Швейцарії у місті Цюрих у родині албанських переселенців. Є вихованцем місцевого футбольного клубу «Грасгоппер», в академії якого Недім почав займатися футболом у восьмирічному віці. У лютому 2017 року Байрамі підписав з клубом свій перший професійний контракт. Майже одразу футболіст дебютував у першій команді «Грасгоппера» у чемпіонаті Швейцарії.
У серпні 2019 року Байрамі уклав угоду з клубом італійської Серії В «Емполі», у складі якого за два роки виграв турнір Серії В та підвищився у класі до Серії А.
31 січня 2023 року на правах оренди з обов'язковим подальшим викупом перейшов до «Сассуоло».
В серпні 2024 року Байрамі перейшов до шотландського «Рейнджерса».

## Збірна
З 2014 року Недім Байрамі виступав у складі юнацьких збірних Швейцарії різних вікових категорій. У складі молодіжної збірної Швейцарії Байрамі зіграв 11 матчів, у яких відзначився одним забитим голом.
Та у 2021 році футболіст прийняв запрошення футбольної федерації Албанії і у вересні того року у матчі кваліфікації до чемпіонату світу 2022 року проти команди Угорщини Байрамі дебютував у складі національної збірної Албанії.

## Статистика виступів

### Статистика клубних виступів
Станом на 29 серпня 2023
| Сезон                      | Команда                    | Чемпіонат                  | Чемпіонат | Чемпіонат | Національний кубок | Національний кубок | Національний кубок | Континентальні кубки | Континентальні кубки | Континентальні кубки | Інші змагання | Інші змагання | Інші змагання | Усього | Усього |
| Сезон                      | Команда                    | Ліга                       | Ігор      | Голів     | Ліга               | Ігор               | Голів              | Ліга                 | Ігор                 | Голів                | Ліга          | Ігор          | Голів         | Ігор   | Голів  |
| -------------------------- | -------------------------- | -------------------------- | --------- | --------- | ------------------ | ------------------ | ------------------ | -------------------- | -------------------- | -------------------- | ------------- | ------------- | ------------- | ------ | ------ |
| 2015–16                    | «Грассгоппер» II           | 1Л                         | 1         | 0         | -                  | -                  | -                  | -                    | -                    | -                    | -             | -             | -             | 1      | 0      |
| 2016–17                    | «Грассгоппер» II           | 1Л                         | 12        | 4         | -                  | -                  | -                  | -                    | -                    | -                    | -             | -             | -             | 12     | 4      |
| 2017–18                    | «Грассгоппер» II           | 1Л                         | 1         | 0         | -                  | -                  | -                  | -                    | -                    | -                    | -             | -             | -             | 1      | 0      |
| Усього за «Грассгоппер» II | Усього за «Грассгоппер» II | Усього за «Грассгоппер» II | 14        | 4         |                    | -                  | -                  |                      | -                    | -                    |               | -             | -             | 14     | 4      |
| 2016–17                    | «Грассгоппер»              | СЛ                         | 7         | 0         | КШ                 | 0                  | 0                  | -                    | -                    | -                    | -             | -             | -             | 7      | 0      |
| 2017–18                    | «Грассгоппер»              | СЛ                         | 29        | 3         | КШ                 | 4                  | 0                  | -                    | -                    | -                    | -             | -             | -             | 33     | 3      |
| 2018–19                    | «Грассгоппер»              | СЛ                         | 33        | 3         | КШ                 | 2                  | 0                  | -                    | -                    | -                    | -             | -             | -             | 35     | 3      |
| Усього за «Грассгоппер»    | Усього за «Грассгоппер»    | Усього за «Грассгоппер»    | 69        | 6         |                    | 6                  | 0                  |                      | -                    | -                    |               | -             | -             | 75     | 6      |
| 2019–20                    | «Емполі»                   | B                          | 28+1      | 5         | КІ                 | 1                  | 0                  | -                    | -                    | -                    | -             | -             | -             | 30     | 5      |
| 2020–21                    | «Емполі»                   | B                          | 36        | 5         | КІ                 | 3                  | 2                  | -                    | -                    | -                    | -             | -             | -             | 39     | 7      |
| 2021–22                    | «Емполі»                   | A                          | 35        | 6         | КІ                 | 3                  | 3                  | -                    | -                    | -                    | -             | -             | -             | 38     | 9      |
| 2022-січ.2023              | «Емполі»                   | A                          | 19        | 1         | КІ                 | 1                  | 0                  | -                    | -                    | -                    | -             | -             | -             | 20     | 1      |
| Усього за «Емполі»         | Усього за «Емполі»         | Усього за «Емполі»         | 118+1     | 17        |                    | 8                  | 5                  |                      | -                    | -                    |               | -             | -             | 127    | 22     |
| січ.-черв. 2023            | «Сассуоло»                 | A                          | 18        | 1         | КІ                 | -                  | -                  | -                    | -                    | -                    | -             | -             | -             | 18     | 1      |
| 2023–24                    | «Сассуоло»                 | A                          | 2         | 0         | КІ                 | 1                  | 1                  | -                    | -                    | -                    | -             | -             | -             | 3      | 1      |
| Усього за «Сассуоло»       | Усього за «Сассуоло»       | Усього за «Сассуоло»       | 20        | 1         |                    | 1                  | 1                  |                      | -                    | -                    |               | -             | -             | 21     | 2      |
| Усього за кар'єру          | Усього за кар'єру          | Усього за кар'єру          | 221       | 28        |                    | 15                 | 6                  |                      | -                    | -                    |               | -             | -             | 236    | 34     |

### Статистика виступів за збірну
Станом на 29 серпня 2023
| Дата       | Місто     | Господарі         | Результат | Гості      | Турнір                               | Голи | Примітки |
| ---------- | --------- | ----------------- | --------- | ---------- | ------------------------------------ | ---- | -------- |
| 5-9-2021   | Ельбасан  | Албанія           | 1 – 0     | Угорщина   | Відбір до ЧС 2022                    | -    | 63'      |
| 8-9-2021   | Ельбасан  | Албанія           | 5 – 0     | Сан-Марино | Відбір до ЧС 2022                    | -    | 46'      |
| 9-10-2021  | Будапешт  | Угорщина          | 0 – 1     | Албанія    | Відбір до ЧС 2022                    | -    | 46'      |
| 12-10-2021 | Тирана    | Албанія           | 0 – 1     | Польща     | Відбір до ЧС 2022                    | -    | 77'      |
| 12-11-2021 | Лондон    | Англія            | 5 – 0     | Албанія    | Відбір до ЧС 2022                    | -    | 46'      |
| 15-11-2021 | Тирана    | Албанія           | 1 – 0     | Андорра    | Відбір до ЧС 2022                    | -    | 56'      |
| 10-6-2022  | Тирана    | Албанія           | 1 – 2     | Ізраїль    | Ліга націй УЄФА 2022-2023 - 1-й етап | -    | 67'      |
| 24-9-2022  | Тель-Авів | Ізраїль           | 2 – 1     | Албанія    | Ліга націй УЄФА 2022-2023 - 1-й етап | -    | 67'      |
| 27-9-2022  | Тирана    | Албанія           | 1 – 1     | Ісландія   | Ліга націй УЄФА 2022-2023 - 1-й етап | -    | 83'      |
| 16-11-2022 | Тирана    | Албанія           | 1 – 3     | Італія     | товариський матч                     | -    | 71'      |
| 27-3-2023  | Варшава   | Польща            | 1 – 0     | Албанія    | Відбір до ЧЄ 2024                    | -    | 76'      |
| 17-6-2023  | Тирана    | Албанія           | 2 – 0     | Молдова    | Відбір до ЧЄ 2024                    | 1    | 88'      |
| 20-6-2023  | Тирана    | Фарерські острови | 1 – 3     | Албанія    | Відбір до ЧЄ 2024                    | 1    | 75'      |
| Усього     |           | Матчів            | 13        |            | Голів                                | 2    |          |